# Jørgen Christensen (handelsminister)
 Der er flere personer med dette navn, se Jørgen Christensen.
Jørgen Christensen (født 3. december 1871 i Gammel Sole, død 8. december 1937 i Vejle) var en dansk politiker og minister.
Han drev en engros kolonialforretning i Vejle og var medlem af Vejle byråd 1903-1917.
Som den første provinshandelsmand blev han minister, nærmere bestemt handelsminister, i Ministeriet Neergaard III 1922-1924.
I 1924 blev han valgt til Folketinget for Vejle Amt, men nedlagde af helbredsmæssige grunde sit mandat samme år.